# 沈運華
沈運華（英語：Shum Wan-wa，1984年—），香港民主派人士，前香港黃大仙區議會彩雲南選區議員，前粉嶺畫眉山原居民代表，民主黨成員。

## 政治生涯
從2011年區議會選舉起，沈運華就在彩雲南選區當選區議員，至今未曾落敗。
2019年11月24日，沈運華第3度參與區議會選舉，在彩雲南選區以3,335票，擊敗僅得2,414票的民建聯江景新，成功連任。